# Magisierung
Magisierung bedeutet zunächst, einen Vorgang mit Hilfe eines Konzeptes von Magie zu erklären.
In der Soziologie wird Magisierung begrifflich auf der Dimension der Ritualität des sozialen Wandels dargestellt, ihr Gegenstück ist dort die „Säkularisierung“. Da, wo (naturwissenschaftliche, weltliche) „säkularisierte“ Kausalerklärungen einen Wandel nicht zufriedenstellend erklären, werden regelmäßig „magisierte“ Zusatzerklärungen gesucht („außerdem bin ich heute mit dem linken Fuß zuerst aufgestanden“, „an Bord eines Segelschiffes pfeift man eben nicht“). In fast allen traditionalen Gesellschaften ist die Magisierung hoch, in neuzeitlichen werden Ursachen z. B. in Propaganda oder Werbung in Wort und Bild gezielt magisiert. 
Die Katastrophensoziologie nimmt eine hohe „Magisierung“ als Merkmal, um Katastrophen anhand ihrer Kausalzuschreibungen von rational („säkularisiert“) erwartbaren und eingetretenen großen Risiken abzugrenzen, also von vorhersehbaren Großkonkursen, verlorenen Entscheidungsschlachten oder 'vernünftigen' Revolutionen. „Katastrophen“ werden demnach stets mit sehr dämonisierten Ursachen aufgefasst („Gott hat gestraft“, „die Natur schlägt zurück“, „mein Glück hat mich verlassen“ usw.). Entsprechend magisiert sich auch das antwortende Handeln der Betroffenen, sie 'entdecken Gott' und tun Buße, beschuldigen haltlos Andere (ihresgleichen oder ihnen Fremde) u. v. a. m. (Vgl. auch den Sündenbock.)